# Джеффери, Майкл
Филип Майкл Джеффери (англ. Philip Michael Jeffery, 12 декабря 1937, Уилуна, Западная Австралия — 18 декабря 2020) — генерал-губернатор Австралии с 11 августа 2003 до 5 сентября 2008.

## Биография
Родился в Уилуне (штат Западная Австралия) и получил образование в средней школе Кент-стрит. В 16 лет уехал из Перта для учёбы в Королевском военном колледже, в Дантруне (Канберра(. После его окончания в 1958 году занимал ряд должностей перед назначением в Малайзию в 1962 году.
С 1966 по 1969 служил в Папуа-Новой Гвинее. Тогда же женился на Марлене Керр (с которой у него родились три сына и дочь). За этим последовало участие в войне во Вьетнаме в ходе которой он был награждён рядом наград, включая Военный крест. Джеффери по-прежнему убеждён, что участие в Австралии во Вьетнамской войне было оправданно. «Я считаю, что Вьетнам был просто обстоятельством того времени!» — сказал он в ходе выступления в 2002 году перед австралийскими ветеранами.
В 1972 году произведён в подполковники второго батальона Королевского Океанийского полка (Royal Pacific Islands Regiment). В 1975 году он принял на себя командование полком авиаспецназа (Special Air Service Regiment, SASR), со штаб-квартирой в Перте (командир SASR с 7 января 1976 по 22 октября 1977 гг.). Затем был повышен до полковника, став в 1979 г. первым командующим специальных сил (Army’s Special Action Forces). Сыграл ключевую роль в разработке концепции наблюдения в Северной Австралии и в этом качестве подготовил развитие теории и практики австралийской контртеррористической службы. С 1981 по 1983 год лично возглавлял национальную борьбу с терроризмом в стране, находясь во главе координирующего органа (Australia’s national counter-terrorist co-ordination authority).
В 1985 году стал генерал-майором и был назначен командиром 1-й дивизии. В 1990 году стал заместителем начальника Генерального штаба и в 1991 году был назначен помощником начальника Генерального штаба.

## Губернатор Западной Австралии
В ноябре 1993 года, уйдя в отставку из армии,  был назначен губернатором Западной Австралии. Он получил Королевский Викторианский орден 1 апреля 2000 года.
Провёл семь лет на посту губернатора и сделал ряд публичных заявлений с консервативных позиций относительно брака, сексуальной ориентации и образования. Это вызвало раздражённую критику со стороны Лейбористской партии Австралии и ряда местных СМИ.

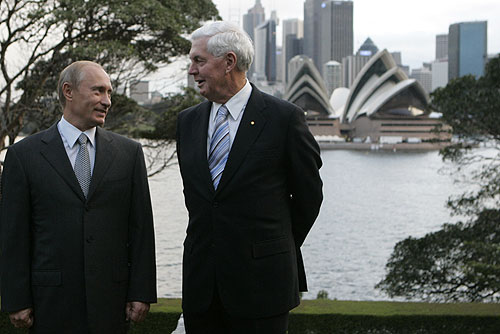
Майкл Джеффери и Владимир Путин в 2007 г.

## Генерал-губернатор Австралии
После ухода в отставку Питера Холлингуорта премьер-министр Джон Уинстон Ховард объявил 22 июня 2003 года, что его выбор пал на Джеффери как следующего генерал-губернатора Австралии. Он был официально назначен на это пост Елизаветой II и приведён к присяге 11 августа 2003 года, став первым австралийским генерал-губернатором из военных.
Джеффери идеально подходил для Ховарда в качестве нового генерал-губернатора, так как был глубоко консервативен, погружён в военную дисциплину и имел сильные традиционные семейные ценности (например, часто ссылался на статистические данные о большом проценте среди уголовников детей матерей-одиночек).
В 2007 году в должности генерал-губернатора был назначен полковником Королевского австралийского военно-медицинского корпуса, сменив предыдущего полковника — Элизабет Боуз. Ожидалось, что в будущем генерал-губернаторы будут работать в этой должности.
Был членом скаутского движения в Австралии (исторически генерал-губернатор Австралии также имеет титул главного скаута Австралии; главный скаут назначается Национальным исполнительной Ассоциацией). Джеффери стал главой скаутов.
До и после назначения имел очень малую известность в стране: по проведённому в августе 2006 опросу только 14 % населения узнали его по фотографии.
Занимал свой пост до вступления в должность своей преемницы — Квентин Брайс 5 сентября 2008 года.

## Смерть
Умер 18 декабря 2020 года в возрасте 83 лет.

## Награды
|                                       | Орден Австралии (AC)                                      | Civil division (1996)                       |
|                                       | Офицер ордена Австралии (AO)                              | Military division (1988)                    |
| Member of the Order of Australia (AM) | (1981)                                                    |                                             |
|                                       | Королевский Викторианский орден (CVO)                     | (2000)                                      |
|                                       | Военный крест (MC)                                        | (1971)                                      |
|                                       | Knight of Grace of the Most Venerable Order of Saint John | 15 April 1994                               |
|                                       | Australian Active Service Medal 1945-1975                 | with MALAYA, THAI-MALAY and VIETNAM clasps  |
|                                       | General Service Medal                                     | with BORNEO clasp                           |
|                                       | Vietnam Medal                                             |                                             |
|                                       | Australian Service Medal 1945-1975                        | with SE ASIA and PNG clasps                 |
|                                       | Медаль века                                               | (2001)                                      |
|                                       | Defence Force Service Medal with 4 clasps                 | 35–39 years service                         |
|                                       | National Medal                                            | with First Clasp — 25–35 years service to … |
|                                       | Australian Defence Medal                                  |                                             |
|                                       | Papua New Guinea Independence Medal                       | (1977)                                      |
|                                       | Медаль вьетнамской кампании                               |                                             |
|                                       | Pingat Jasa Malaysia                                      |                                             |
|                                       | Honorary Grand Companion of the Order of Logohu (GCL)     | (2005)                                      |

Unit Award:
|  | Vietnam Gallantry Cross | 8th Battalion, Royal Australian Regiment (1970) |